# 函数的平方根
数学において函数的平方根（かんすうてきへいほうこん、英: functional square root）あるいは半反復（half iterate）とは、合成の演算に関する函数の平方根のことである。言い換えると、ある函数  g の函数的平方根 f とは、すべての x に対して f(f(x)) = g(x) を満たすもののことを言う。
- 例えば、f(x) = 2x2 は g(x) = 8x4 の函数的平方根である。

- 同様に、チェビシェフ多項式 g(x) = Tn(x) の函数的平方根は f(x) = cos (√n arccos(x)) である。これは一般には多項式ではない。

- また、f(x) = x/(√2+x(1−√2)) は g(x) = x/(2−x) の函数的平方根である。

f が g の函数的平方根であることは、f = g[½] あるいは f = g½ と表記される。
- 指数函数の函数的平方根は、1950年にヘルムート・クネーザーによって研究された[1]。

- ℝ 上での f(f(x)) = x の解（実数の対合）は、1815年にチャールズ・バベッジによって初めて研究された。この方程式はバベッジの函数方程式と呼ばれる[2]。特殊解はbc ≠ -1 に対して f(x) = (b − x)/(1 + cx) である。これは c = 0 あるいは  |b| ≅ |c| ≫ 1 (f(x) = 1/x) を含む。バベッジは、任意の与えられた解 f に対して、任意の可逆函数 Ψ による函数的共役 {\displaystyle \Psi ^{-1}\circ f\circ \Psi } もまた解であることを注記している。

任意の函数的 n-乗根（n= ½ だけでなく、連続、負、無限小の n も含む）をシステマティックに構成する手順は、シュレーダーの方程式の解に依る
。

## 例

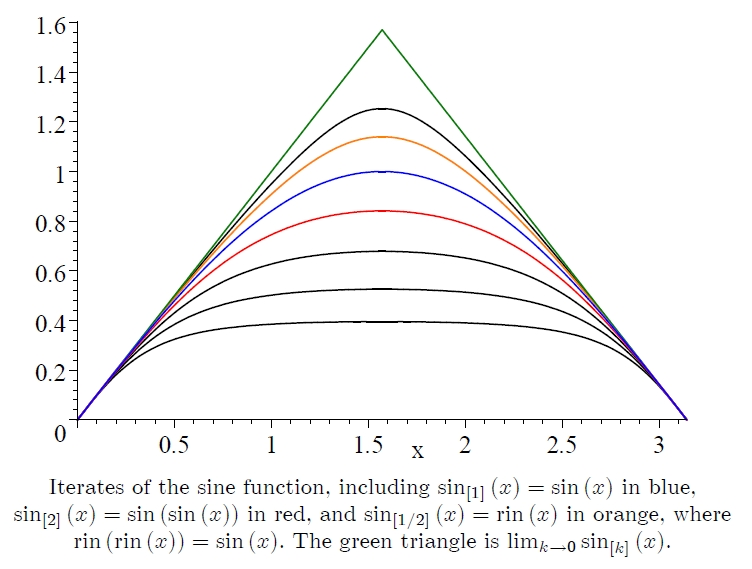
正弦函数（青）の第一半周期における反復。半反復（橙）、すなわち正弦函数の函数的平方根；さらにそれの函数的平方根、すなわち4分の1乗根（黒）；第二反復から始まる、その四回反復（赤）；それらを包含する緑の三角形は、極限の 0 反復を表し、正弦函数を導く始点を提供するのこぎり歯函数。一般教育的なウェブサイトより引用。

sin[2](x) = sin(sin(x)) [赤の曲線]
sin[1](x) = sin(x) = rin(rin(x)) [青の曲線]
sin[½](x) = rin(x) = qin(qin(x)) [橙の曲線]
sin[¼](x) = qin(x) [橙の曲線より上にある黒の曲線]
sin[–1](x) = arcsin(x) [図示されていないが、緑の曲線より上にある。]